# ロボコップVSターミネーター
『ロボコップVSターミネーター』は、ロボコップを主人公として『ターミネーターシリーズ』とのクロスオーバーを描いた漫画作品。
『ロボコップ3』の劇場公開に合わせて作られたが、その後に様々な物語が作られた。時系列は『ロボコップ2』の後であり、『ロボコップ3』とは少し矛盾するものとなっている。

## 物語
近未来、ロボットにより人間社会は完全に崩壊し、機械によって支配されていた。人工頭脳であるスカイネットCPUによって、帝国防御システムが完成されようとしていた。このサイバーダインシステムが完成してしまうと、世界は完全にスカイネット帝国に支配され、人間の社会を取り戻すことが出来なくなってしまう。スカイネットの尖兵であるターミネーターに悪戦苦闘した科学者たちは最終兵器としてロボコップを送り込む。

## ゲーム版
1994年にスーパーファミコンとメガドライブ 16M 向けとして、ゲーム化されている。発売はヴァージンゲームズ。
プレーヤーはロボコップを操作して進める横スクロール型のアクションシューティングゲーム。前半は人間の凶悪犯罪者の集団、後半はターミネーター（骸骨型の殺人アンドロイド）と戦う。各ステージの最後に控えているボスには数ヵ所ずつ弱点があり、有効な武器で攻撃すると、更に大きなダメージが与えられる。中には弱点を有効な武器で攻撃しなければ難度の高いボスもいる。